# Узундара
Узундара (азерб. Uzundərə, Uzun dərə — «длинное ущелье»; арм. Ուզունդարա) или Узундере, Узундэрэ, Узунтара, Узун дяря, среди армян Джавахка (Джавахетии) известен также как Тантыгни пар (арм. Տանտգնի պար) — старинный народный женский сольный или парный танец, часто исполняющийся на свадьбах. Широко распространён по всему Закавказью. В прошлом — обрядовый танец невесты. «Узундара» — традиционный свадебный танец, исполняется в основном девушками, невестой, иногда стариками и матерью жениха перед вводом невесты в дом. Относится к медленно лирическим женским танцам.

## Музыкальная характеристика
Музыкальный размер — 6/8 (существуют версии в размере 7/8, с удлинением первой ноты в два раза). Также известны размеры 3/4 и 12/8. Темп — умеренный (Moderato или Andante graziozo).  Для мелодики танца характерна насыщенность мелизматикой, плавность развёртывания. Типичный приём мелодического развития — варьирование двух-, трёх- и четырёхтактовых мотивов. 

Нотные записи
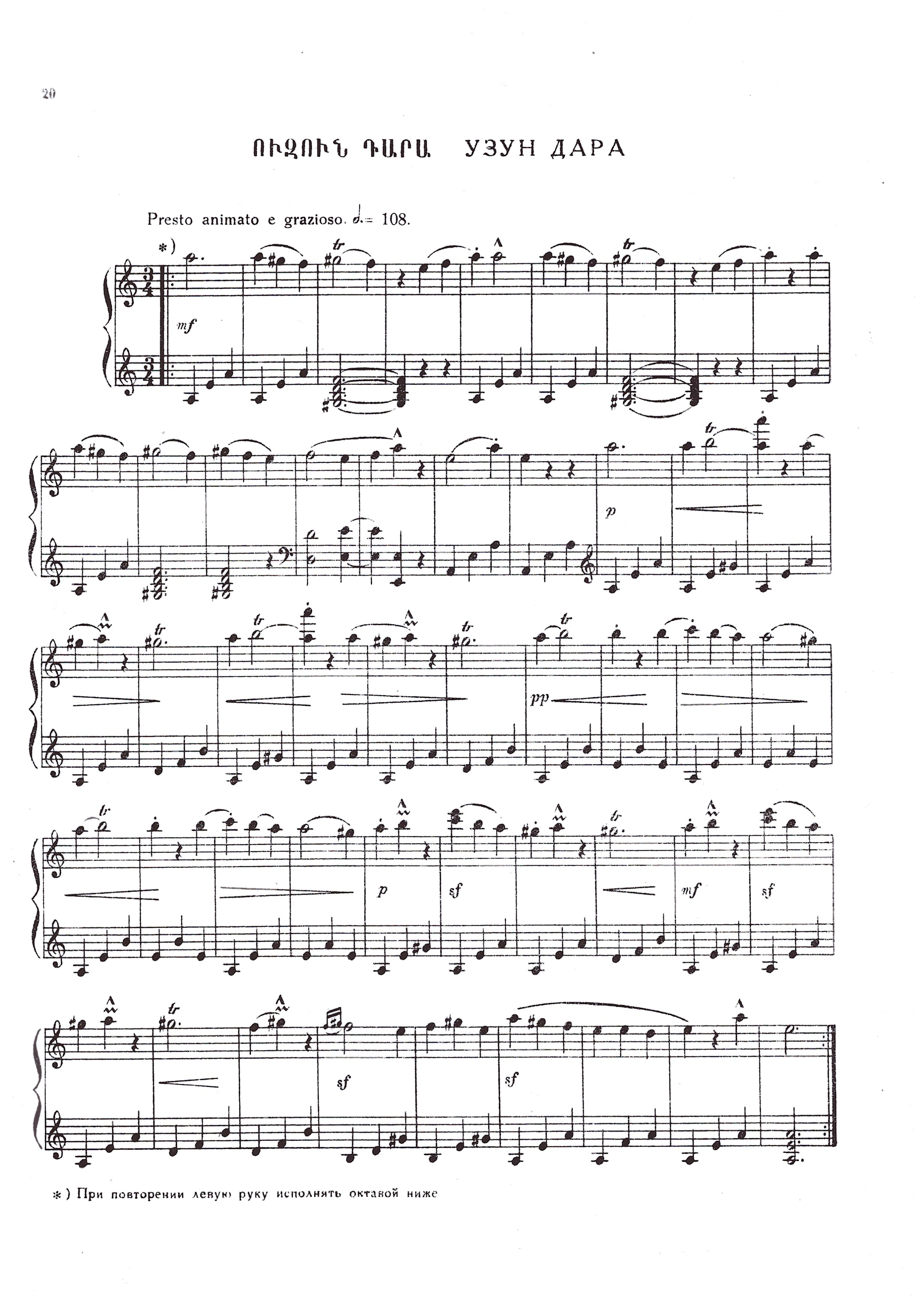
Ноты танцевальной мелодии «Узундара», обработанной для фортепиано Тиграняном Н. в 1890 году.
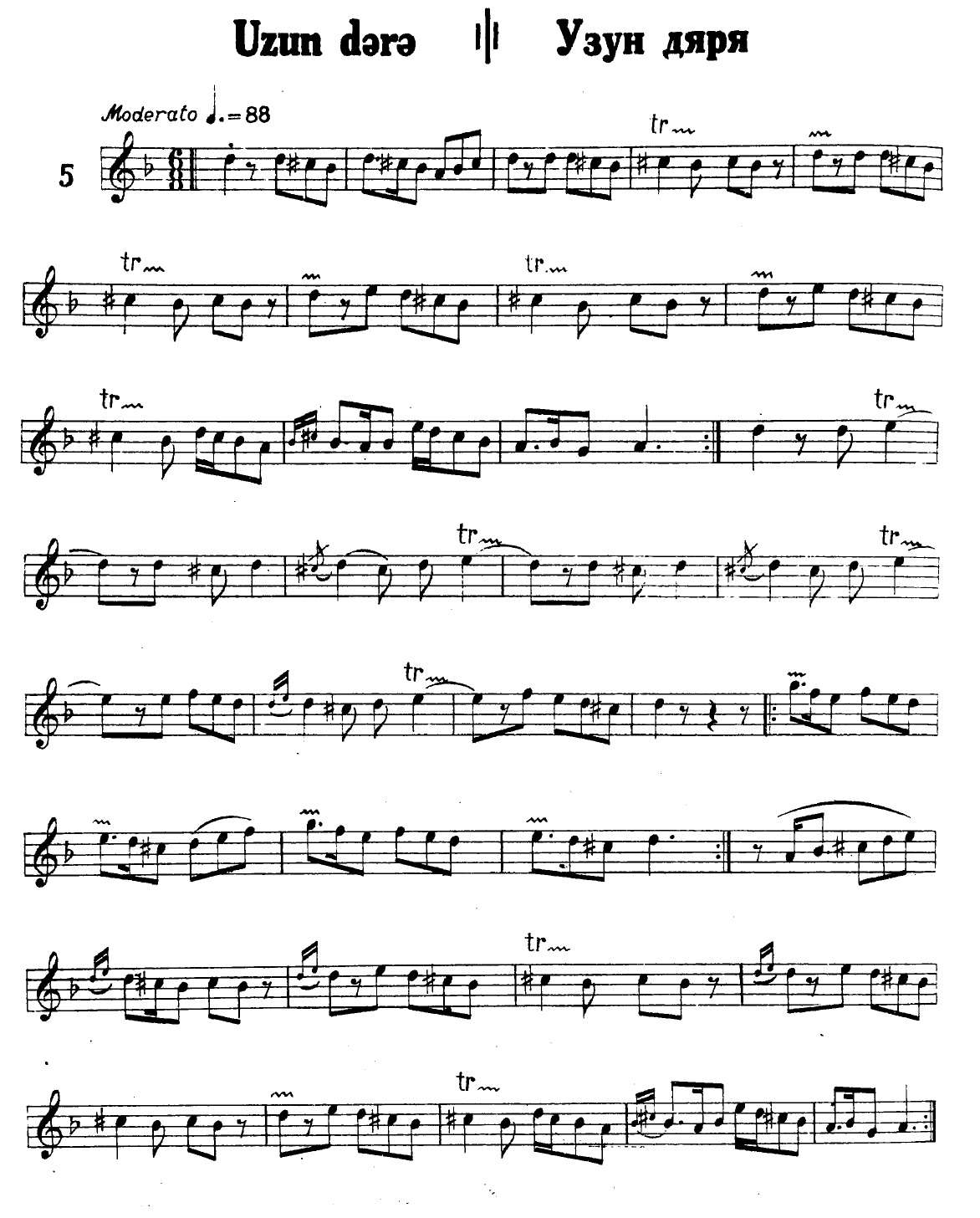
Ноты музыки танца из сборника «Азербайджанские танцевальные мелодии» Саида Рустамова (Баку, 1937)
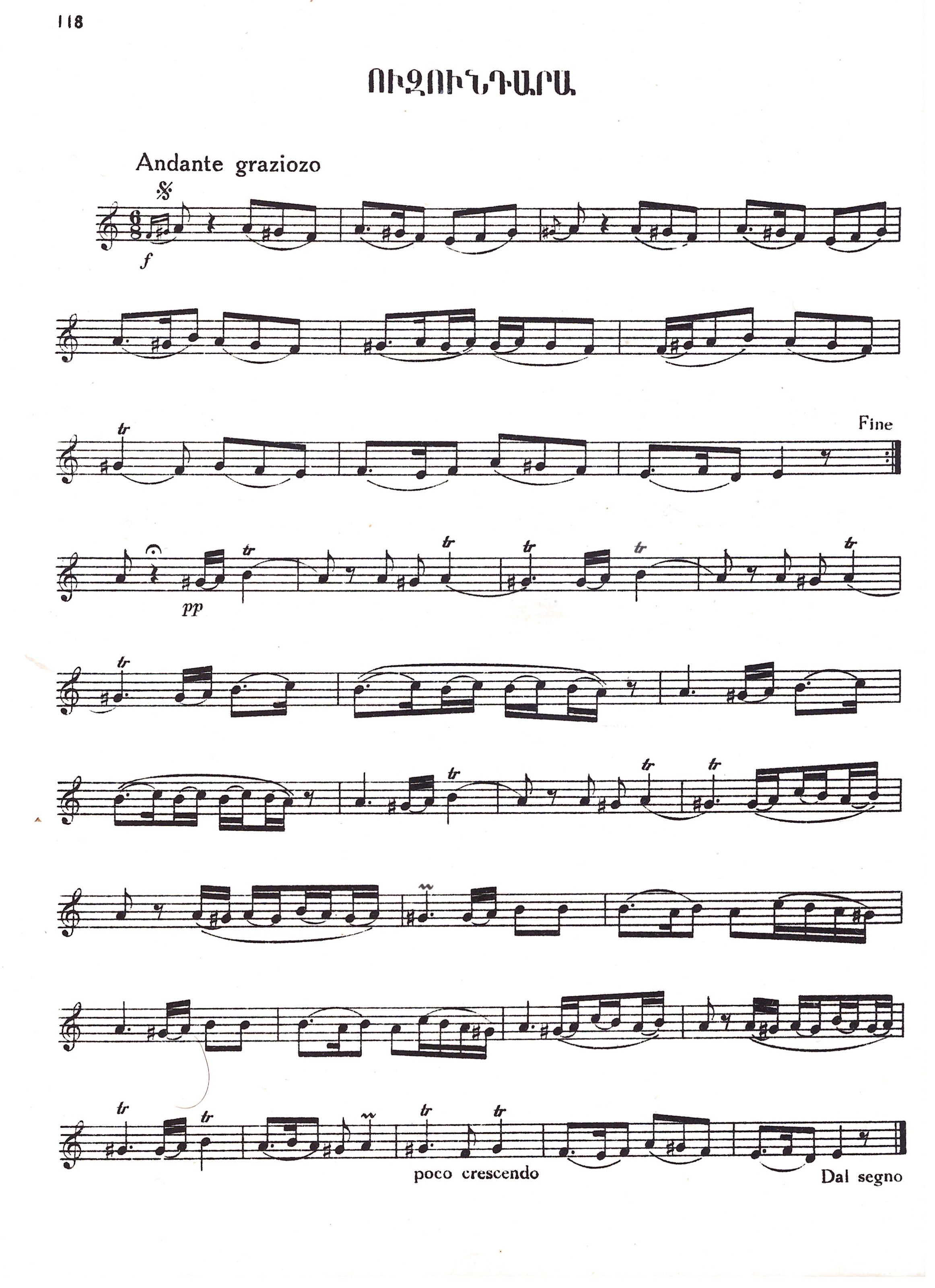
Ноты мелодии танца «Узундара» в сборнике «Армянские народные песни и танцы» Татула Алтуняна (Ереван, 1958)
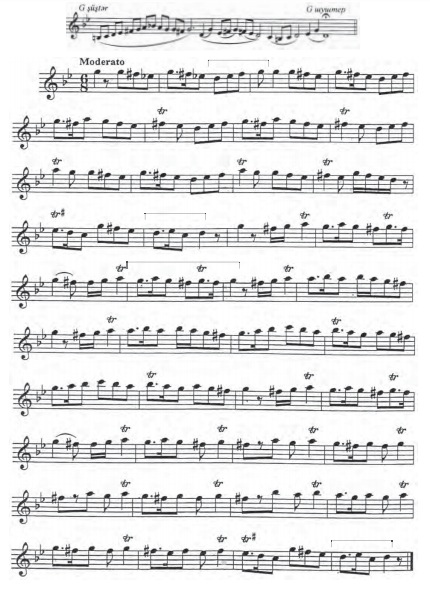
Ноты музыки танца «Узундара» из сборника «Азербайджанские народные песни и танцы» (Баку, 2014)

## Происхождение и этимология
Зародился в Нагорном Карабахе. По мнению азербайджанских исследователей, происхождение танца связано с ущельем Узундере, которое находится между Агдамом и селом Карванд и через которое перед свадьбой проводили невест. По другой версии, Узундара был привнесён на Кавказ армянами из Эрзерума, бежавшими в 1828 году из Османской империи в ходе русско-турецкой войны.
В переводе с азербайджанского Узундара — «длинное ущелье» или «длинная долина». Само слово Узундара происходит от слова «узун» тюркского происхождения («длинный») и слова «дара» персидского происхождения («ущелье»). Советский этнограф Србуи Лисициан отмечает, что «дара́» помимо ущелья может обозначать также яму, канаву с водой. Распространённый среди армян Джавахка (Джавахети) вариант танца под названием Тантыгни пар в переводе с армянского означает «Пляска хозяйки», то есть танец матери жениха перед вводом в дом невесты.
Распространен в Азербайджане, Армении (особенно среди карабахских армян) и Грузии. Советский этномузыковед Виктор Беляев в предисловии к сборнику «Азербайджанские танцевальные мелодии» писал, что мелодия танца представляет собой один из образцов азербайджанского национального музыкального творчества в области танцевальной мелодии. Србуи Лисициан в работе «Старинные пляски и театральные представления армянского народа» считает, что ползучие движения танца Узундара принадлежат древнему двигательному плясовому фонду армянского народа. В сборнике «Азербайджанские народные танцы» высказано предположение, что танец распространился среди карабахских армян в результате их проживания в тесном соседстве с азербайджанцами. В свою очередь исследователь К. Гасанов отметил, что «армяне также претендуют на авторство этого танца», так как в Карабахе проживает много армян (в Нагорном Карабахе - большинство). Советский искусствовед Николай Эльяш, изучая армянские народные танцы в балетном искусстве, отмечал, что танец Узундара распространился по всему Закавказью в XIX веке.
Армянский этнограф Е. Лалаян, описывая быт и традиции армян Елизаветполя в 6-м выпуске «Этнографического сборника», опубликованного в 1900 году, отмечал, что танец Узундара («ուզուն-դարա») исполнялся невестой во время церемонии помолвки в праздник Вардавар.
Русский этнограф П. Востриков в своей статье «Музыка и песня у адербейджанских татар», опубликованной в 1912 году в «Сборнике материалов для описания местностей и племен Кавказа», отмечал, что есть несколько танцев, которые пользуются у «адербейджанских татар» большой популярностью, один из которых называется «по-татарски» «узунъ-дäpa» (اوزوندارا — длинное ущелье). Советский кавказовед Наталия Волкова отмечает, что удины также исполняют танец Узундара, заимствовав его у азербайджанцев. Благодаря тому, что дагестанские лезгины, рутульцы, цахуры издавна поддерживали тесные культурные и экономические связи с северными районами Азербайджана, танец «Узундере» танцевали также на свадьбах в южном Дагестане (например, в селе Хнов в Ахтынском районе).
Изначально был связан со свадебным обрядом, во время которого исполнялся невестой, символизируя её прощание с родительским домом. В настоящее время утратил своё обрядовое значение.

## Исполнение
Танец исполняется как на свадьбах, так и на других праздничных мероприятиях. Исполняют танец обычно только женщины, мужчины — редко. Однако возможно и парное исполнение танца. Танец исполняется медленно, торжественно, легко, плавно и сдержанно. Ход по кругу и мелкие боковые шаги координируются с мягкими движениями.
Танец имеет, как правило, 3-частную структуру с более активным движением в крайних частях и плавным в середине. Типичный приём мелодического развития — варьирование двух-, трёх- и четырёхтактовых мотивов. В танце в определённом порядке чередуются три основных элемента азербайджанского женского танца: ходы по кругу, «сюзме» (также «сюзмэ» или «сюзьма») (мелкие, «плывущие» зигзагообразные шаги) и мелкие движения вперёд или из стороны в сторону типа «хырдалык». Большое внимание в танце уделяется движениям рук, которые мягко переходят из одного положения в другое и помогают выявить общее содержание танца. Заканчивается танец своеобразным скромным поклоном зрителям.
В танце «Узундара», когда правая рука поднята по диагонали вверх-вперёд (плечо выдвинуто вперёд), а левая рука опущена по диагонали вниз-назад и немного в сторону, правая нога вытягивается вперёд и опирается на носок.
Музыковед Л. Карагичева относит танец «Узундара» к жанровой группе «сюзмэ», которую составляют медленные, плавные, лирические азербайджанские народные танцы. В 1967 году профессор Тамара Ткаченко отмечала, что Узундара является одним из популярнейших женских танцев Азербайджана. Танец входил в репертуар народной артистки Азербайджана Амины Дильбази.
Т. Ткаченко также отмечала, что в Армении лирический танец невесты исполнялся после торжественных танцев свахи, родителей и жениха под мелодии «Узундары», «Нунуфара» или «Ранги».
Армянскими этнографами были собраны различные варианты танца, записанные в городе Гюмри и сёлах Ширака, Джавахетии (Джавахка) и Нагорного Карабаха.
- Исполнение мелодии танца «Узундара» ансамблем кеманчистов под руководством народного артиста Азербайджана Эльшана Мансурова на фестивале «Хары-бюльбюль». Шуша, май 2021 года

## Узундара в культуре

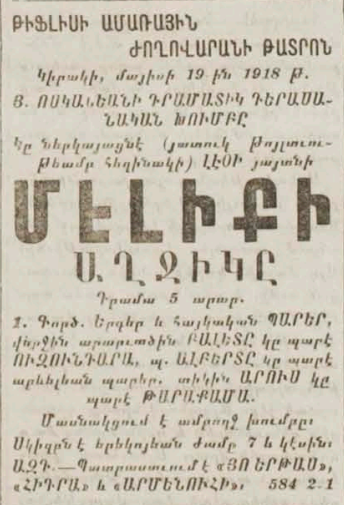
Танец Узундара в анонсе театрального выступления «Дочь мелика» (газета «Горизонт» - Тифлис, 19 мая 1918 г.)

В 1890-м году народный танец Узундара был обработан для фортепиано армянским композитором Никогайосом Тиграняном.
Танец «Узундара» упоминается в рассказе азербайджанского писателя и драматурга Джалила Мамедкулизаде «Курбанали-бек», написанном в 1907 году. В рассказе Курбанали-бек приказывает своему слуге Кербалай Касуму исполнить при присутствующих этот танец.

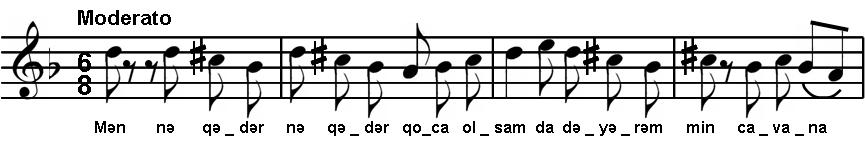
Отрывок из основанной на музыке танца песни Мешади Ибада «Как бы стар я ни был» в исполнении М. Алиева из оперетты У. Гаджибекова «Не та, так эта»

Мелодия этого танца использована азербайджанским композитором Узеиром Гаджибековым в песне «Как бы стар я ни был» из музыкальной комедии «Не та, так эта», которая была создана в 1910 году. Азербайджанский советский музыковед Аида Тагизаде видит остро сатирическое переосмысление композитором танца «Узундара» в музыкальной характеристике героя комедии — Мешади Ибада.
В Тифлисе группой актёров Й. Восканяна 19 мая 1918 года была представлена драма «Дочь мелика» на одноименное произведение армянского писателя и историка Лео. В последнем акте данного представления балетной труппой был исполнен танец Узундара.
Ноты музыки танца, записанные азербайджанским композитором Саидом Рустамовым, были опубликованы в 1937 году в сборнике «Азербайджанские танцевальные мелодии» и в 1956 году в книге музыковеда Людмилы Карагичевой «Азербайджанская ССР». 
В балете «Гаянэ» (1942) Арама Хачатуряна в четвёртом акте использована мелодия Узундары.
Танец Узундара вошёл в сборник «Армянские народные песни и пляски», составленный в 1958 г. Татулом Алтуняном для его ансамбля.
В 1970 году в нотном издании «Народная музыка Армении», а в 1982 году в сборнике народной музыки композитора О.Ф. Агафонова была опубликована обработка танца для аккордеона и баяна.
Музыка танца звучит также в советском мультфильме «Пёс и кот» на сказку армянского поэта и писателя О. Туманяна.
Мелодия Узундары использована также в популярной карабахской песне «Нахшун баджи» армянской певицы Арев Багдасарян.